# Åbyggeby (Ockelbo)
Åbyggeby is een plaats in de gemeente Ockelbo in het landschap Gästrikland en de provincie Gävleborgs län in Zweden.